# Тагаоя
Тагаоя — река в России, протекает по территории Поросозерского сельского поселения Суоярвского района и Гирвасского сельского поселения Кондопожского района Республики Карелии. Длина реки — 16 км.

## Общие сведения
Река берёт начало из озера Ходгилампи и далее течёт преимущественно в восточном направлении по заболоченной местности.
Река в общей сложности имеет восемь малых притоков суммарной длиной 33 км.
Устье реки находится в 16 км по правому берегу реки Семчи на высоте ниже 122,5 м над уровнем моря. Семча впадает в реку Суну.
Населённые пункты на реке отсутствуют.
Код объекта в государственном водном реестре — 01040100212202000015281.